# Rezerwat przyrody Redykajny
Rezerwat przyrody Redykajny – rezerwat torfowiskowy położony na terenie Lasu Miejskiego w Olsztynie. Został ustanowiony zarządzeniem Wojewody Olsztyńskiego z 22 grudnia 1948 roku na obszarze o powierzchni 10,38 ha. Jednak teren ten podlegał ochronie już od 1907 roku na mocy decyzji ówczesnych władz niemieckich. Obecnie rezerwat zajmuje powierzchnię 9,96 ha.
Rezerwat obejmuje torfowisko przejściowe z fragmentem torfowisk wysokiego i niskiego. Znajdują się tam gatunki roślin zaliczane do reliktów polodowcowych (mchy torfowce, modrzewnica północna, rosiczki, wełnianki, bagno zwyczajne, borówka bagienna, turzyca strunowa).
Na przełomie XX i XXI w. w rezerwacie stwierdzono obecność 76 gatunków porostów, natomiast w 2024 93 gatunki (przy czym części gatunków stwierdzonych wcześniej nie stwierdzono w późniejszej inwentaryzacji).